# Cabadbaran
Cabadbaran is een stad in de Filipijnse provincie Agusan del Norte op het eiland Mindanao. Bij de laatste census in 2007 had de stad bijna 62 duizend inwoners.

## Geschiedenis
Op 24 maart 2007 werd de wet aangenomen die de gemeente Cabadbaran in een stad omvormde. Op 28 juli 2007 werd dit middels een volksraadpleging bekrachtigd. Deze omvorming tot stad werd twee jaar later, door een beslissing van het Filipijns hooggerechtshof op 21 mei 2009, als ongrondwettelijk bestempeld en weer ongedaan gemaakt. Eind 2009 kwam het hooggerechtshof echter weer terug op deze beslissing naar aanleiding van het ingediende bewaarschrift.

## Geografie

### Bestuurlijke indeling
Cabadbaran is onderverdeeld in de volgende 31 barangays:
| - Antonio Luna - Bay-ang - Bayabas - Caasinan - Cabinet - Calamba - Calibunan - Comagascas - Concepcion - Del Pilar - Katugasan | - Kauswagan - La Union - Mabini - Mahaba - Poblacion 1 - Poblacion 2 - Poblacion 3 - Poblacion 4 - Poblacion 5 - Poblacion 6 - Poblacion 7 | - Poblacion 8 - Poblacion 9 - Poblacion 10 - Poblacion 11 - Poblacion 12 - Puting Bato - Sanghan - Soriano - Tolosa |

## Demografie
Cabadbaran had bij de census van 2007 een inwoneraantal van 61.564 mensen. Dit zijn 6.558 mensen (11,9%) meer dan bij de vorige census van 2000. De gemiddelde jaarlijkse groei komt daarmee uit op 1,57%, hetgeen lager is dan het landelijk jaarlijks gemiddelde over deze periode (2,04%). Vergeleken met de census van 1995 is het aantal mensen met 9.659 (18,6%) toegenomen.

De bevolkingsdichtheid van Cabadbaran was ten tijde van de laatste census, met 61.564 inwoners op 214,44 km², 287,1 mensen per km².

## Geboren in Cabadbaran
- Angelica Amante (16 april 1970), politicus.